# Santa Cruz de Nogueras
Santa Cruz de Nogueras è un comune spagnolo di 36 abitanti situato nella comunità autonoma dell'Aragona.